# 布拉加多

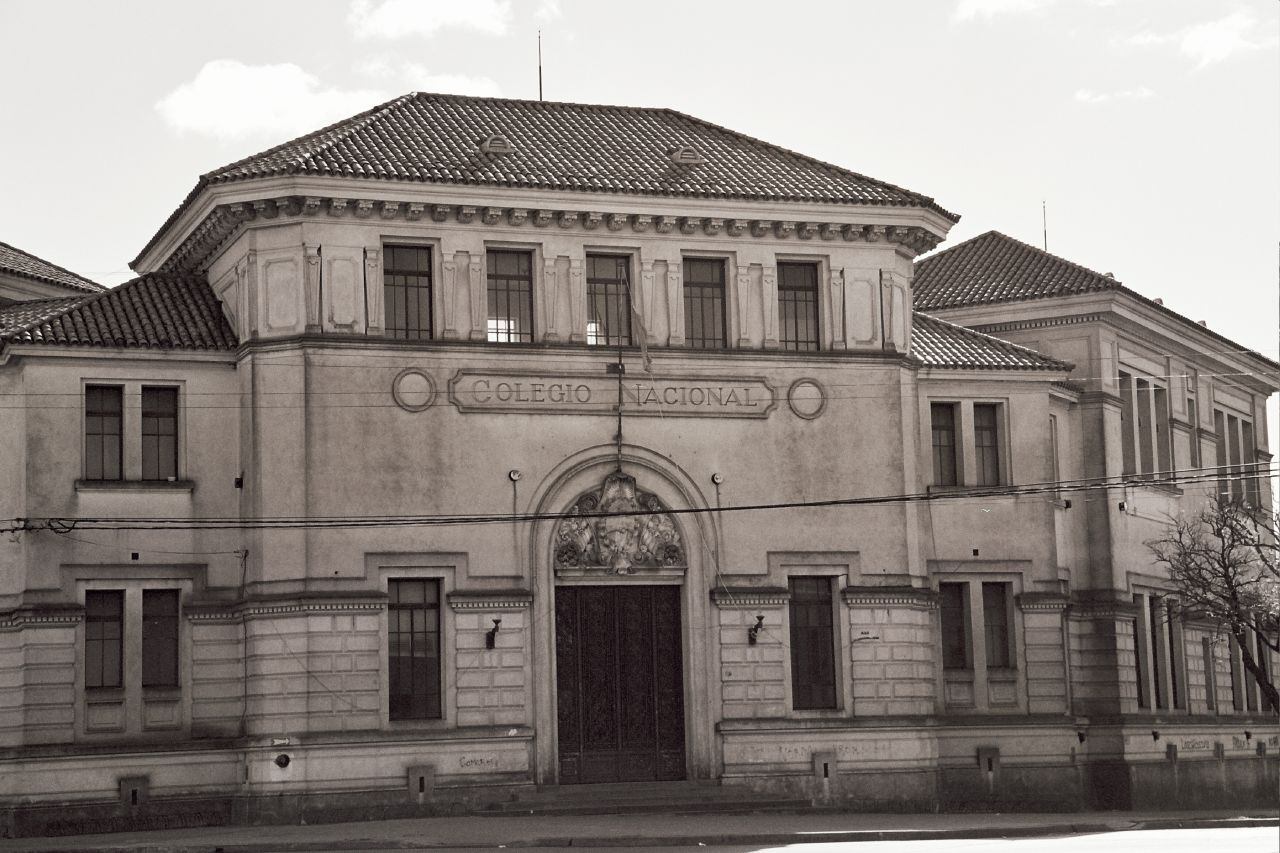

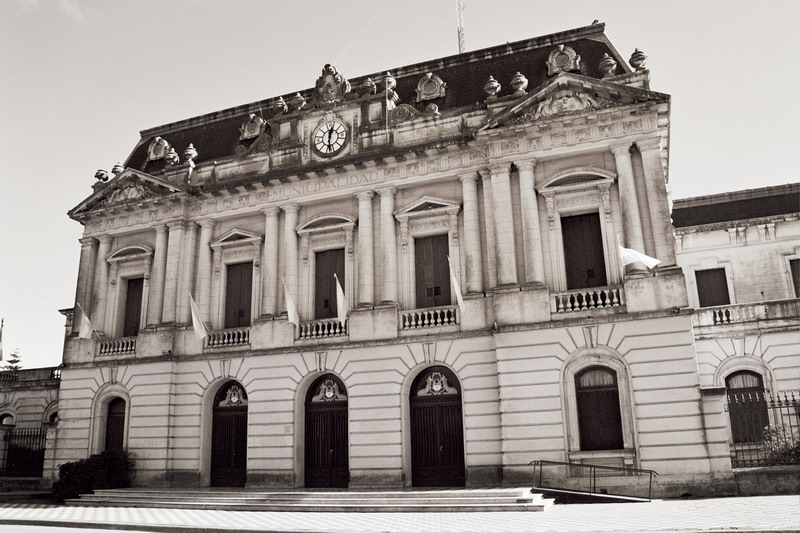

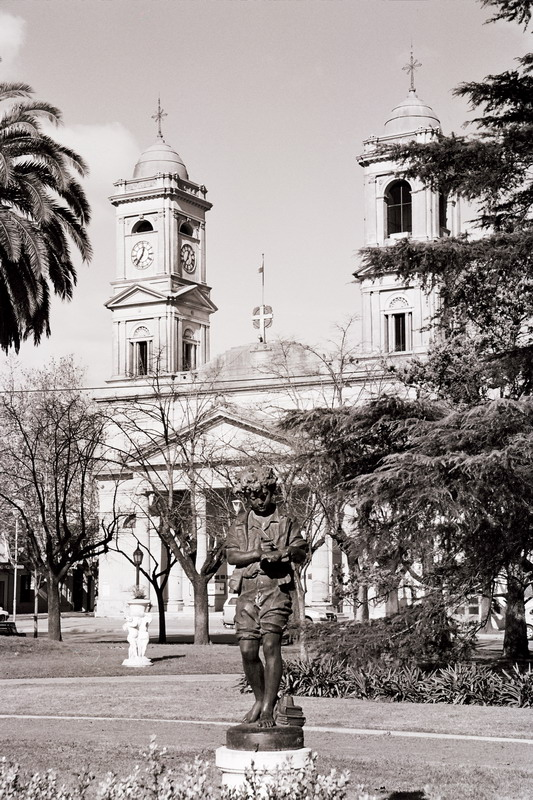

布拉加多是阿根廷的城鎮，位於該國東北部，距離首府布宜諾斯艾利斯210公里，由布宜諾斯艾利斯省負責管轄，始建於1857年，海拔高度50米，2001年人口32,830。

## 外部連結
- Municipality of Bragado （页面存档备份，存于） - Official website.
- La Voz de Bragado （页面存档备份，存于） - Bragado's Online newspaper.